# 1350
Năm 1350 là một năm trong lịch Julius.

## Sự kiện
- Bắt đầu thời kỳ của Vương quốc Ayutthaya ở Xiêm.

## Mất
- Seii
- Minh Phong Tố Triết